# 松田まさお
松田まさお（まつだ まさお、1956年 - ）は、日本の漫画家。
1985年に四コマ漫画家デビュー。作風、画風から植田まさしの影響を大いに受けた作家として、田中しょうやいのうえ雅晴とともに挙げられる。かつては4コマ漫画誌で多く連載を持っていたが、2000年代に入ってから萌えを中心としたアニメ文化が4コマ誌に流入したことから作風が時代に合わなくなり、現在は4コマ漫画誌の連載からは撤退している。

## 作品リスト

### 作品
- とんち君全4巻（芳文社コミックス、まんがタイムジャンボ）
- えんかい君全1巻（まんがライフオリジナル、バンブー・コミックス、竹書房、1990年5月。ISBN 978-4884754525）
- 小春じいさん全1巻（バンブー・コミックス、竹書房、1990年6月。ISBN 978-4884754600）
- おてんき君全2巻（芳文社、まんがタイムファミリー）
- おふくさん全1巻（芳文社、まんがタイムスペシャル、まんがホーム、まんがタイムファミリー）
- おぼっちゃま全7巻（芳文社）
- マー坊日記全1巻（芳文社、まんがタイムファミリー 目次横四コマ）